# Olimpiai rekordok listája kerékpározásban
Ez a lista az olimpiai rekordokat tartalmazza kerékpározásban.

## Férfiak
| Esemény                        | Idő      | Sportoló(k)                                                  | Ország               | Játékok             | Dátum       |
| ------------------------------ | -------- | ------------------------------------------------------------ | -------------------- | ------------------- | ----------- |
| Sprint                         | 9,215    | Jeffrey Hoogland                                             | Hollandia (NED)      | 2020 Tokió          | 2021.08.04. |
| 4000 m-es egyéni üldözőverseny | 4:14,982 | Lasse Norman Hansen                                          | Dánia (DEN)          | 2016 Rio de Janeiro | 2016.08.14. |
| 1 km-es időfutam               | 1:00,711 | Chris Hoy                                                    | Nagy-Britannia (GBR) | 2004 Athén          | 2004.08.20. |
| Csapat sprint                  | 41,369   | Jeffrey Hoogland Harrie Lavreysen Roy van den Berg           | Hollandia (NED)      | 2020 Tokió          | 2021.08.03. |
| 4000 m-es csapat üldözőverseny | 3:42,032 | Simone Consonni Filippo Ganna Francesco Lamon Jonathan Milan | Olaszország (ITA)    | 2020 Tokió          | 2021.08.04. |

## Nők
| Esemény                         | Idő      | Sportoló                                                | Ország               | Játékok     | Dátum       |
| ------------------------------- | -------- | ------------------------------------------------------- | -------------------- | ----------- | ----------- |
| Sprint                          | 10,310   | Lea Friedrich                                           | Németország (GER)    | 2020 Tokió  | 2021.08.06. |
| 3000 m-es egyéni üldözőverseny  | 3:24,537 | Sarah Ulmer                                             | Új-Zéland (NZL)      | 2004 Athén  | 2004.08.22. |
| 500 m-es időfutam               | 33,952   | Anna Meares                                             | Ausztrália (AUS)     | 2004 Athén  | 2004.08.20. |
| Csapat sprint                   | 31,804   | Pao San-csu (Bao Shanju) Csung Tien-si (Zhong Tianshi)  | Kína (CHN)           | 2020 Tokió  | 2021.08.02. |
| 3000 m-es csapat üldözőverseny* | 3:14,051 | Danielle King Laura Trott Joanna Rowsell                | Nagy-Britannia (GBR) | 2012 London | 2012.08.04. |
| 4000 m-es csapat üldözőverseny* | 4:04,249 | Franziska Brauße Lisa Brennauer Lisa Klein Mieke Kröger | Németország (GER)    | 2020 Tokió  | 2021.08.03. |

2016-ban a 3000 méteres 3 fős üldözőversenyt felváltotta a 4000 méteres 4 fős üldözőverseny.